# わかれ道 (ドクター・フーのエピソード)
「わかれ道」（わかれみち、原題: The Parting of the Ways）は、イギリスのSFテレビドラマ『ドクター・フー』シリーズ1第13話。2005年6月18日にBBC Oneで初めて放送された。6月11日に放送された「バッド・ウルフ」に続く二部作の後編である。
本エピソードでは西暦20万100年のサテライト5をダーレク族が侵攻し、死んだ人間を収穫することでダーレクを培養しようとする。異星人のタイムトラベラー9代目ドクターはサテライト5のトランスミッターを使ってダーレクの破壊を画策し、同時に旅のコンパニオンローズ・タイラーを彼女の安全のため家へ送り返す。
本エピソードはクリストファー・エクルストンが9代目ドクターとして出演した最後のエピソードであり、デイヴィッド・テナントが10代目ドクターとして初登場を果たした。

## 制作
本作は放送に先駆けてプレススクリーニングが行われなかった初めてのエピソードであった。『ラジオ・タイムズ』誌は「このエピソードに有効なプレビューテープはない」と主張したが、2005年6月15日に英国アカデミー賞で上映された。
『Doctor Who Magazine』誌でラッセル・T・デイヴィスは、ローズの目の前での再生の効果を探求したかったためジャックを退場させたと語り、ジャックは再生を跨ぐことになるだろうとも述べた。ジャックは2006年10月に放送が始まった『ドクター・フー』のスピンオフシリーズ『秘密情報部トーチウッド』で復帰を果たした。『Doctor Who Magazine』でのインタビューによると、別バージョンの結末も執筆・撮影されており、ドクターの再生という秘密を隠すためにプレスプレビューで流す意図があったとラッセル・T・デイヴィスは語った。制作チームの予定より早くエクルストンの降板が明かされたため、このアイディアは棄却された。偽の結末はテレビ版の最終シーンの会話と似ていたが、ターディスがローズをスキャンして "LIFEFORM DYING" という文字を表示する予定であった。このシーンは実際に放送されたものに劣るとデイヴィスは考えたが、DVDの特典映像には合うかもしれないと提案した。DVDコメンタリーではビリー・パイパーとエグゼクティブ・プロデューサーのジュリー・ガードナーが結末についてわずかに話し合っており、ガードナーはローズの死を取り上げると表明した。デイヴィスとは違い、ガードナーは当該シーンがDVDに収録されるのは問題があると疑念を露わにし、事実シリーズ1のDVDセットには収録されていない。再生シーンのデイヴィッド・テナントの部分は実際にはエクルストンのシーンよりもずっと後に撮影されており、ビリー・パイパーは同席しなかった。テナントの部分はパイパーの視線を示す接着テープの切れ端に向かって彼が話しかける形で撮影され、それからテレビ版に編集された。このシーンは2005年4月21日に撮影された。
ドクターは自分がダーレクの伝説で「迫り来る嵐」として知られていると主張したが、この肩書は Virgin New Adventures の小説 Love and War で初登場したものである。この小説は「父の思い出」の脚本を担当したポール・コーネルの作で、肩書はドラコニアンがドクターにつけたものであった。
エクルストンが予定した降板は2005年3月30日にBBCによりリークされ、エクルストンが役の固定化を懸念したためであるとBBCは主張した。エクルストンとの合意なく主張したことをBBCは4月4日に認めて謝罪した。2010年にエクルストンは役の固定化の主張を否定し、職場環境が快適でなかったことを説明した。後に彼は上手く付き合えないシニアの人間がいたとも主張した。『Sunday Mirror』誌によると、エクルストンがもう2,3年番組に残る予定でいたと、彼の離脱後にBBCの『ドクター・フー』のウェブサイトがアナウンスした。デイヴィスやガードナーとともにドラマ『カサノバ』の放送前コピーを見ていた際、テナントはドクター役の交代を打診された。テナントはこのオファーを最初は冗談だと考えたものの、それが実際の話であると気づいた後に役を引き受け、エクルストンの交代は2005年4月16日に告知された。

## 放送と評価
「わかれ道」の当夜の視聴者数は620万人、視聴占拠率は42%であり、その夜に最も視聴された番組であった。最終的な視聴者数は691万人に達した。アメリカ合衆国ではSyfyが2006年6月9日に放送した。評価指数は89を記録し、これはシリーズ2のフィナーレ「永遠の別れ」と並ぶ値であった。この記録は長らく破られず、シリーズ4「盗まれた地球」の91に最高値の座を譲った。
日本では2006年11月28日にNHK衛星第2テレビジョンで初放送され、地上波ではNHK教育テレビジョンにより2007年11月20日に放送された。2011年3月20日には LaLa TV で放送された。
『デジタル・スパイ』誌のデック・ホーガンはフィナーレをがっかりするものと綴り、バッド・ウルフによる解決を盛り下がる、再生シーンをシリーズの太鼓判の1つである感動的な緊張の類が欠けていて急であると論評した。『SFX』誌は「わかれ道」に10段階評価で9をつけ、デイヴィスの今シーズン最高の作品と評価し、特に感動的な瞬間を称賛した。しかし、バッド・ウルフの解決法やローズの変身によるデウス・エクス・マキナは「わかれ道」を盛り下げる側面だったと感じた。『ラジオ・タイムズ』誌のパトリック・マルケーンは本エピソードを褒め、「独創的で心を掴むエンターテイメントだった」「初めて『ドクター・フー』は適切で爽快なシーズンフィナーレを迎えた」と表現した。gizmodoのアラスター・ウィルキンスは二部作の狂気的エネルギーを称賛したが、ダーレクの計画に関しては「複雑で一見重要な要素の纏まりで……ドクターの大きな道徳的ジレンマを追求することが放棄されている」と感じた。また、エクルストンの突然の離脱に対処しなくてはならず、その結果ストーリーの蓄積がほとんどなく再生シーンも物語の残りの部分に固定されているともウィルキンスは指摘した。とはいえ、ウィルキンスは2010年の時点で本作の再生シーンを歴代で最高と位置付け、エピソード自体も再生を伴うストーリーで3番目とした。